# Laize-Clinchamps
Laize-Clinchamps is een gemeente in het Franse departement Calvados (regio Normandië). De plaats maakt deel uit van het arrondissement Caen. Laize-Clinchamps is op 1 januari 2017 ontstaan door de fusie van de gemeenten Clinchamps-sur-Orne en Laize-la-Ville. De gemeente telde 2.150 inwoners op 1 januari 2022.

## Geografie
De oppervlakte van Laize-Clinchamps bedroeg op 1 januari 2022 8,13 vierkante kilometer; de bevolkingsdichtheid was toen 264,5 inwoners per km².
De onderstaande kaart toont de ligging van Laize-Clinchamps met de belangrijkste infrastructuur en aangrenzende gemeenten.

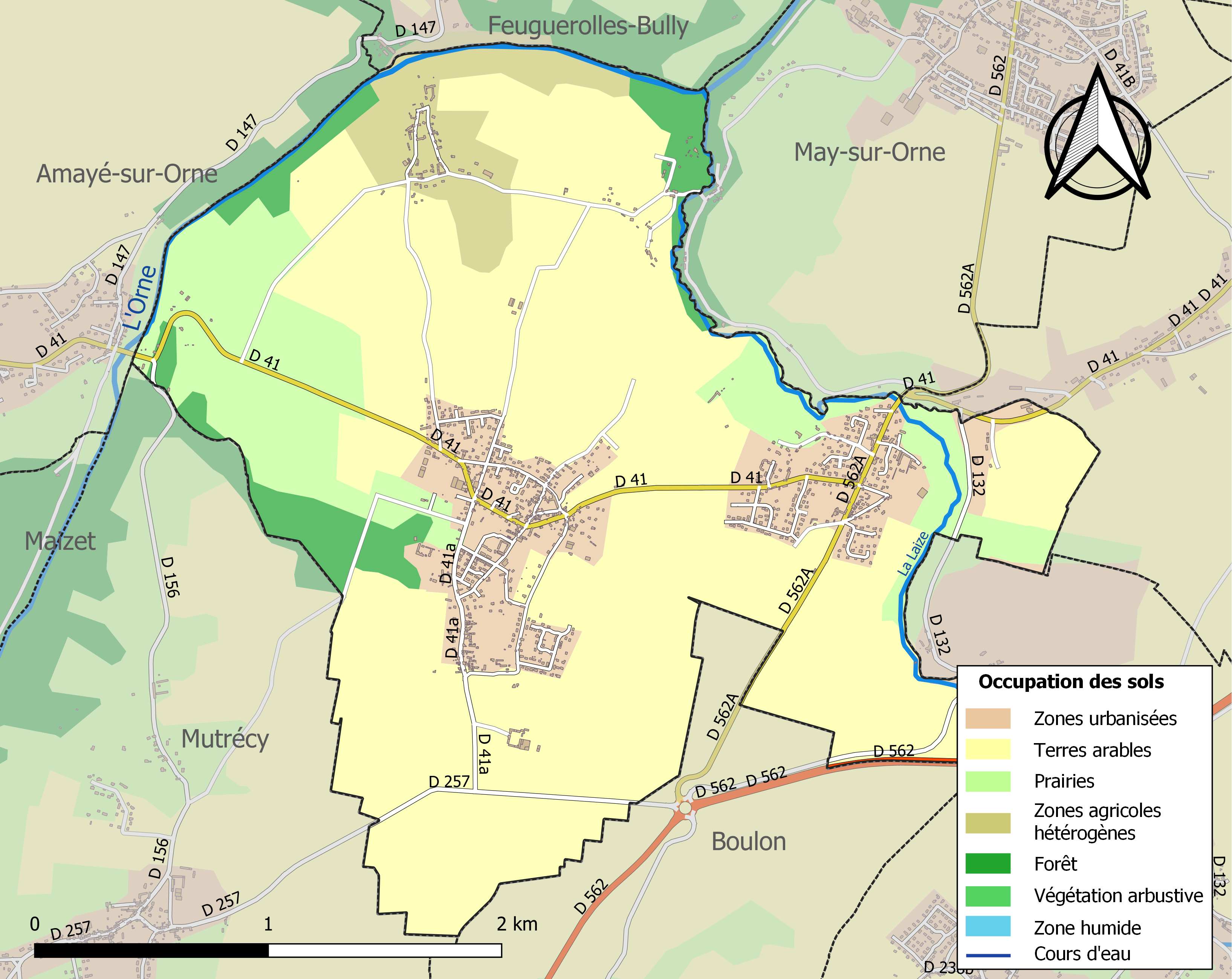